# Операција Одисејева зора
Операција Одисејева зора је кодни назив за учешће Оружаних снага Сједињених Америчких Држава у војним операцијама у Либији од 19. до 31. марта 2011. Циљ операције био је увођење „зоне забрањеног летења“ у складу са резолуцијом Уједињених нација, како би се спречили наводни ваздушни напади владиних снага на побуњеничка упоришта и наводно страдање цивила. Операција је почела 19. марта када је са америчких бродова у средоземном мору испаљено 112 крстарећих ракета на циљеве у Либији. Напади су настављени и наредних дана, упоредо са војним акцијама других земаља. Кодни назив за британске војне операције у Либији био је Операција Елами. Француске војне снаге деловале су у оквиру Операције Хартман, док је назив за канадске војне операције у оквиру операције Одисејева зора био Операција Мобајл.
Операција је добила име методом случајног одабира, који је, према саопштењу из Пентагона, уобичајен у таквим случајевима.
Заједно са појединачним војним операцијама других земаља, операција Одисејева зора завршена је 31. марта 2011, када је НАТО преузео команду над свим војним операцијама у Либији, у оквиру операције кодног имена Уједињени заштитник.